# Großer Kunstpreis des Landes Salzburg
Der Große Kunstpreis des Landes Salzburg ist ein österreichischer Kunstpreis, der alternierend für Musik, Literatur und Bildende Kunst vergeben wird.

## Kunstpreis
Der Kunstpreis gliedert sich in den Hauptpreis und Nominierungen. Er wird durch das Land Salzburg seit 2001 vergeben und mit 15.000 Euro dotiert.

## Preisträger
| Jahr | Nominierungen | Preisträger                                                 |
| ---- | --- | ----------------------------------------------------------- |
| 2001 | Georg Bernsteiner, Alfred Haberpointner, Dieter Huber, Ulrike Lienbacher, Johann Pollhammer, M. E. Prigge, Lois Renner, Hadwig Schubert, Josef Schwaiger, Christian Schwarzwald, Silwa Sedlak, Halgund Sedlak-Otto, Johannes Steidl, Herbert Stejskal, Konrad Winter, Johannes Ziegler | Lois Renner, Ulrike Lienbacher, Christian Schwarzwald       |
| 2002 | | ?                                                           |
| 2003 | | Gerhard Amanshauser (Literatur)                             |
| 2004 | | Andor Losonczy (Musik)                                      |
| 2005 | Jakob Gasteiger, Bernhard Gwiggner, Dieter Huber, Ursula Hübner, Aglaia Konrad, Kai Kuss, Andrew Phelps, Isa Rosenberger, Wilhelm Scherübl, Markus Schinwald, Margherita Spiluttini, Gerold Tusch, Johannes Ziegler                                                                    | Margherita Spiluttini, Wilhelm Scherübl                     |
| 2006 | | Walter Kappacher (Literatur)                                |
| 2007 | | Boguslaw Schaeffer (Musik)                                  |
| 2008 | Erich Gruber, Eva Grubinger, Bernhard Gwiggner, Peter Haas, Erik Hable, Ilse Haider, Dieter Huber, Aglaia Konrad, Sigrid Kurz, Kai Kuss, Stephen R. Mathewson, Hans Pollhammer, Barbara Reisinger, Markus Schinwald, Johannes Steidl, Johannes Ziegler                                 | Markus Schinwald (Bildende Kunst)                           |
| 2009 | | Karl-Markus Gauß (Literatur)                                |
| 2010 | | Herbert Grassl (Musik)                                      |
| 2011 | Heinrich Dunst, Ilse Haider, Bertram Hasenauer, Julie Hayward, Stefan Heizinger, Barbara Holub, Aglaia Konrad, Sigrid Kurz, Andrew Phelps, Isa Rosenberger, Elisabeth Schmirl, Johannes Steidl, Gerold Tusch, Eva Wagner                                                               | Bertram Hasenauer (Bildende Kunst)                          |
| 2012 | | Peter Handke (Literatur)                                    |
| 2013 | | Hossam Mahmoud (Musik)                                      |
| 2014 | | Julie Hayward (Bildende Kunst)                              |
| 2015 | | Ilse Aichinger (Literatur)                                  |
| 2018 | | Manfred Grübl (Bildende Kunst)                              |
| 2019 | | Bodo Hell                                                   |
| 2020 | | Robert Kainar (Musik)                                       |
| 2021 | | Angela Glechner (Darstellende Kunst)                        |
| 2022 | Peter Brauneis, Gunda Gruber, Thomas Hörl, Ursula Hübner, Emma Kersten-Weymayr, Sigrid Kurz, Michael Mauracher, Sina Moser, Markus Proschek, Ashley Hans Scheirl, Gerold Tusch | Gunda Gruber (Bildende Kunst) Laudatio Hildegard Fraueneder |
| 2023 | | Kathrin Röggla (Literatur)                                  |
| 2024 | | Alexandra Karastoyanova-Hermentin (Musik)                   |